# Телегин, Леонид Гаврилович
Телегин Леонид Гаврилович (1932—2001) — доктор технических наук, профессор, специалист в области строительства газовых объектов.

## Биография
В 1950 г. Леонид Телегин окончил среднюю школу с серебряной медалью, став первым медалистом. Решением педсовета от 21.06.1950 г. был представлен к награждению золотой медалью.
Окончил с отличием Горный институт. Работал в Сибири, строил трубопроводы, стал главным инженером строительно-монтажного управления N3 треста Омскнефттепроводстрой. Затем перешёл на работу во Всесоюзный научно-исследовательский институт по строительству магистральных трубопроводов (ВНИИСТ) Миннефтегазстроя СССР.
В 1966 году защитил кандидатскую диссертацию в МИСИ им. В. В. Куйбышева по теме «Организация производства работы при прокладке магистральных трубопроводов. Исследование вопросов методики».
В МИНХ и ГП им. Губкина начинал работу преподавателем-почасовиком, а 2 января 1969 года зачислен на должность старшего преподавателя. В 1973 году защитил докторскую диссертацию, а в 1976 году получил аттестат профессора. Работал на кафедре «Сооружение газонефтепроводов и хранилищ».
За годы работы на кафедре «под руководством Телегина подготовлено около 30 кандидатов технических наук, защищены 5 докторских диссертаций, опубликовано около 250 работ, в том числе семь монографий».
Сочинения:
- Организация строительства линейной части магистральных трубопроводов [Текст] / Л. Г. Телегин, Г. И. Карташев. — Москва : Недра, 1971. — 200 с. : черт.; 22 см.
- Охрана окружающей среды при сооружении и эксплуатации газонефтепроводов : [Учеб. пособие для вузов по спец. «Проектирование и эксплуатация газонефтепроводов, газохранилищ и нефтебаз» и «Сооружение газонефтепроводов, газохранилищ и нефтебаз»] / Л. Г. Телегин, Б. И. Ким, В. И. Зоненко. — М. : Недра, 1988. — 187,[1] с. : ил.; 22 см. — (Высш. образование).; ISBN 5-247-00059-5 :
- Сооружение газонефтепроводов : [Учеб. для сред. спец. учеб. заведений по спец. «Сооружение газонефтепроводов и газонефтехранилищ»] / Л. Г. Телегин, Б. Н. Курепин, И. В. Березина. — М. : Недра, 1984. — 304 с. : ил.; 22 см.
- Организационно-техническая подготовка строительства линейной части магистральных трубопроводов [Текст] / Г. И. Карташев, Л. Г. Телегин. — Москва : Недра, 1966. — 51 с. : черт.; 21 см.
- Организация строительства линейной части магистральных трубопроводов [Текст] : Учеб. пособие для студентов специальности «Сооружение газонефтепроводов, газохранилищ и нефтебаз» / В. Д. Таран, Л. Г. Телегин ; М-во высш. и сред. спец. образ. СССР. Моск. ин-т нефтехим. и газовой пром-сти им. И. М. Губкина. — Москва : [б. и.], 1971. — 93 с., 2 отд. л. ил.; 22 см.
- Организационно-технологическая надежность магистральных и промысловых трубопроводов / [Телегин Л. Г., Курепин Б. Н., Беспалов В. Н., Задворнов Э. В.]. — М. : ВНИИОЭНГ, 1980. — 45 с. : ил.; 20 см.

## Премии и награды
Награждён медалями «За трудовое отличие», «850 лет Москвы» и «Ветеран труда», премиями имени И. М. Губкина и Минвуза СССР.